# Blue Man Group
Pour les articles homonymes, voir BMG.
 (juin 2018).
Si vous disposez d'ouvrages ou d'articles de référence ou si vous connaissez des sites web de qualité traitant du thème abordé ici, merci de compléter l'article en donnant les références utiles à sa vérifiabilité et en les liant à la section « Notes et références ».
Le Blue Man Group (souvent abrégé Blue Man ou BMG) est un groupe artistique fondé en 1991 à New York par Phil Stanton, Chris Wink et Matt Goldman.
Durant un temps, sept troupes sont en représentation à travers le monde (une en tournée mondiale et six en résidence dans des théâtres à Berlin, New York, Boston, Chicago, Las Vegas et à Universal Studio à Orlando), de nombreux comédiens se relayant pour interpréter les Blue Man.
Le 6 juillet 2017, le groupe Cirque du Soleil achète la société Blue Man Group.

## Présentation

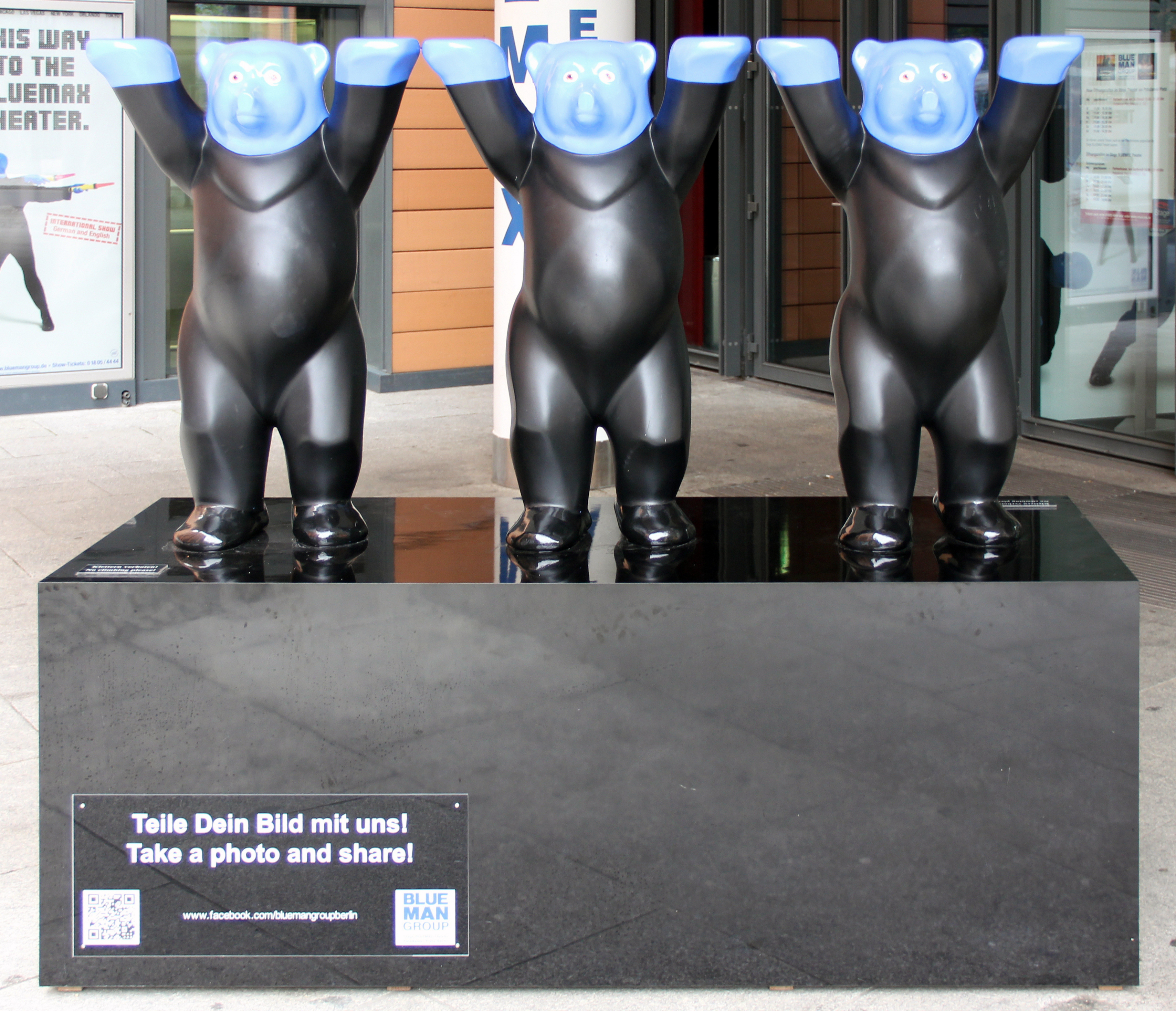
Blue Man Group (Ours Berlinois), Marlene-Dietrich-Platz à Berlin-Tiergarten

Renommé mondialement, Blue Man Group a remporté de nombreuses récompenses pour ses productions théâtrales. Les critiques les définissent comme « révolutionnaires, délirants, visuellement renversants et musicalement puissants »[réf. nécessaire]. Ils sont surtout connus pour utiliser des tubes de tailles différentes, de la peinture et des bidons durant leurs concerts ; ils eurent également l'idée de renverser un piano sur le côté avec le dessus ouvert (les cordes sont donc apparentes et face au musicien) et un membre du groupe tape sur les cordes avec un maillet.
Douze millions de spectateurs ont déjà assisté aux performances du Blue Man Group à travers le monde[réf. nécessaire].
Blue Man a aussi conquis le petit écran avec ses apparitions dans des spots publicitaires pour Intel Pentium 3, Pentium 4 et Centrino (2000-2005). Ils ont également collaboré à l'élaboration de la bande-son du film d'animation Robots (2005) en créant les 25 nouveaux instruments de percussion nécessaires.

### Ambiance colorée
Le groupe joue aussi sur la colorisation avec de la lumière noire. Le personnage du groupe, visage ou vêtement ou les tuyaux, sont en fait recouverts de peinture, qui à la lumière naturelle ne montrent aucune couleur, mais prennent une coloration lorsqu'elles sont soumises à la lumière noire. En l'occurrence, le visage et les mains des personnages sont recouverts d'une peinture qui vire au bleu sous lumière noire, d'où le nom du groupe. Leurs baguettes de percussion sont fréquemment orange fluo.
Ils font de même avec des tenues, très sombres, sur lesquelles ils rajoutent des fils lumineux.

### Instruments
Les trois personnages du groupe utilisent des objets détournés de l'utilisation normale comme instruments de musiques.

#### Les antennes
Sur certains morceaux, il est possible d'entendre des bruits semblables au son que produit une branche qui fendrait l'air, une sorte de wooosh. Ce son est en réalité produit par des antennes de bateau de différentes longueurs (une de 3 mètres et 2 autres plus petites) que les Blue Man agitent de haut en bas. Pour pouvoir produire le son, un transducteur est placé au bout de l'antenne[source secondaire souhaitée].

#### Les tuyaux en PVC ou Tubulum
C'est l'instrument de prédilection des Blue Man[source secondaire souhaitée]. Ces tuyaux en PVC sont fixes et permettent de jouer sur une octave. Chaque instrumentiste en possède un différent. Les tuyaux sont disposés de telle sorte à avoir l'ouverture face à eux ce qui leur permet de frapper dessus avec des spatules. Le son est donc différent en fonction de la longueur du tube.
Le nom du tubulum vient du latin tubulus (« petit conduit »).
Le groupe utilise trois types de tubes, l'un en poste fixe, un autre type portable avec un tube par note, et enfin un dernier (nommé drumbone) avec un manchon mobile pour pouvoir moduler la note de façon similaire à un trombone à coulisse (comme le chiffre 4 utilisé dans la publicité pour le processeur Pentium 4).

#### Le piano smasher
Il s'agit d'un piano sans son couvercle, mis sur le côté sur lequel l'instrumentiste frappe avec une massue souple sur les cordes apparentes pour en sortir un son. En réalité lors des concerts, des capteurs MIDI sont derrière les cordes, et ce sont eux qui produisent les différentes notes. Cet instrument sert surtout en live pour le morceau Baba O'Riley.

#### Tambour fontaine
Ce sont simplement des tambours sur lesquels ils versent de l'eau colorée. En frappant la peau du tambour, l'eau s'envole en une gerbe colorée, le tout éclairé par le dessous, de l'intérieur du tambour.

## Les musiciens

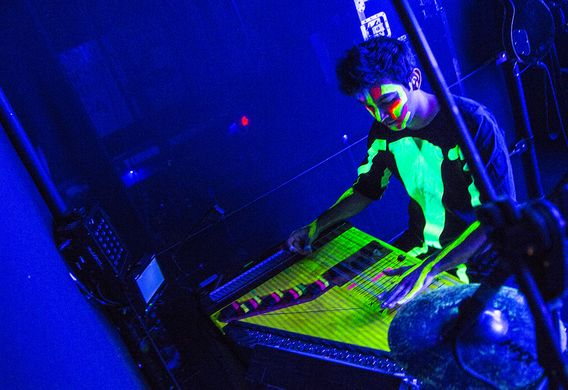
L'un des musiciens

Sur scène, les Blue Man ne sont pas seuls mais accompagnés des musiciens situés en arrière-plan. Ceux-ci sont généralement au nombre de quatre et séparés dans deux minis-scènes situés en hauteur. Les musiciens sont recouverts de peinture réagissante à la lumière noire recouvrant par bandes ou motifs l'intégralité de leur corps. Le groupe a pour surnom : the shamans, the ban ou encore the mystery mens.

## Spectacles
Le groupe s'est produit avec 10 musiciens et chanteurs pour la première fois avec une adaptation française du 14 au 24 mai 2008 au Palais des sports de Paris. La tournée continue ensuite à Bruxelles, Amnéville, Strasbourg, Lyon et Genève. Cette tournée s'appelle How to be a megastar 2.1. Ce mega show emporte le public à travers un « atelier » satirique sur le sujet : « comment créer un concert rock parfait ». Chris Wink, un des membres fondateurs, explique : « Nous voulons que les spectateurs repartent en ayant l'impression que la vraie magie des concerts rocks vient de leur participation et des éléments communs du spectacle live et non pas des megas célébrités »[réf. nécessaire].

## Discographie

### Albums
- 1999 - Audio - CD LP - Nomination Grammy Awards Meilleure Pop Instrumentale. Disque d'Or aux États-Unis
- 2000 - Audio - DVD-Audio avec 5.1 surround sound mix
- 2003 - The Complex - CD LP
- 2004 - The Complex - DVD-Audio avec surround 5.1 sound mix
- 2006 - Live at The Venetian – Las Vegas - téléchargement exclusif sur iTunes
- 2006 - Last Train to Trancentral - EP, téléchargement exclusif sur iTunes
- 2016 - Three - CD Blue LP (Rhino)

### Singles
- 2003 - The Current - tiré de The Complex
- 2004 - I Feel Love - tiré de The Complex
- 2006 - Rods and Cones - tiré de Live at The Venetian – Las Vegas

### Vidéographie
- 2003 - The Complex Rock Tour Live - DVD de la tournée The complex tour enregistré à Dallas
- 2008 - How to be a megastar 2.1 - DVD de leur dernière tournée, enregistré à Dallas à paraître durant l'année 2008

## Apparitions dans les médias
Ils apparaissent dans un épisode de la série Las Vegas (saison 1).
On voit une affiche de leur spectacle new-yorkais sur un taxi dans le film américain Les Schtroumpfs sorti en 2011 et réalisé par Raja Gosnell.
Les BMG font également leur apparition dans la série Scrubs (saison 6 épisode 1) lorsque JD se fait poursuivre par une troupe de retraités homosexuels sur la musique des Ok Go.
Ils apparaissent aussi dans un épisode des Griffin dans la saison 4.
Ils apparaissent également dans le téléfilm de Disney Channel, Shake It Up: Made In Japan où ils donnent un concert au Japon.
On les retrouve également dans la série Arrested Development où l'un des personnages principaux, Tobbias Fünke (joué par David Cross), tente d'intégrer le groupe.
Ils ont également tourné dans plusieurs publicités pour Intel (Pentium) et TIM Brasil.
Le BMG est cité dans l'épisode 21 : The Vegas Renormalization de la série The Big Bang Theory, dans l'épisode 9 de la saison 4 de Community Intro to felt surrogancy par Troy (Donald Glover) ainsi que dans le film L'Agence tous risques, où Looping, ayant de la peinture bleue sur le visage, demande à ses acolytes s'il ne ressemble pas à l'un des membres du Blue Man Group en tapant sur un bidon.
Ils apparaissent également dans le quatrième épisode de l'anime japonais Zan Sayonara Zetsubou Sensei, la troisième saison adaptée du manga original Sayonara Zetsubō sensei.
Ils apparaissent dans le premier épisode de la saison 4 de la série Halt and Catch Fire (série télévisée) (première diffusion 19 août 2017) et sont mentionnés dans l'épisode suivant.
Le groupe apparaît dans les coulisses d'une matinale dans le film Morning Glory.